# Ричер
Ричер (англ. reacher, от reaching) — разновидность кливера или стакселя с более высоким шкотовым углом и радиусным очертанием нижней шкаторины. Эта форма паруса позволяет работать переднему парусу с большей площадью в условиях сильного крена. Особенно при ветре к курсу свыше 50 градусов. Устанавливается на галфвинде или крутом бакштаге, когда из-за крена генуя задевает за воду.